# Wahlen zum Repräsentantenhaus der Vereinigten Staaten 1790
Bei den Wahlen zum Repräsentantenhaus der Vereinigten Staaten 1790 wurden in den Vereinigten Staaten zwischen dem 27. April 1790 und dem 11. Oktober 1791 die Abgeordneten des Repräsentantenhauses gewählt. Die Wahlen waren Teil der allgemeinen Wahlen zum 2. Kongress der Vereinigten Staaten in jenem Jahr, in dem auch ein Drittel der US-Senatoren gewählt wurde. Zum Zeitpunkt der Wahlen bestanden die Vereinigten Staaten aus 13 Bundesstaaten. Die Zahl der zu wählenden Abgeordneten betrug 69. Weder im Senat noch im Repräsentantenhaus gab es zu diesem Zeitpunkt Parteien. Es existierten jedoch zwei Gruppierungen, die Anti-Administration Party und die Pro-Administration Party. Die beiden Gruppen waren entweder für (‚Pro‘) oder gegen (‚Anti‘) die Politik von Präsident George Washington.
Frauen und Sklaven waren weder wahlberechtigt noch wählbar. In vielen Bundesstaaten waren auch freie Afroamerikaner von der Wahl ausgeschlossen. Das Wahlrecht für freie Männer war außerdem an einen gewissen Grundbesitz oder an ein bestimmtes Steueraufkommen gebunden.
Am 4. März 1791 traten Vermont und am 1. Juni 1792 Kentucky als neue Bundesstaaten der Union bei. Beide Staaten wählten nach dem Beitritt jeweils zwei Abgeordnete in das Repräsentantenhaus, dessen Mitgliederzahl sich dadurch von bisher 65 auf 69 Abgeordnete erhöhte.

## Wahlergebnis
In der folgenden Tabelle sind die Ergebnisse nach Bundesstaaten mit den Veränderungen im Vergleich zur letzten Wahl aufgeführt.
| Bundesstaat    | Wahltermin         | Sitze gesamt | Wahlmodus D = Distrikt G = Gesamt | Pro- Administration | Pro- Administration | Anti- Administration | Anti- Administration |
| Bundesstaat    | Wahltermin         | Sitze gesamt | Wahlmodus D = Distrikt G = Gesamt | Zahl                | +/−                 | Zahl                 | +/−                  |
| -------------- | ------------------ | ------------ | --------------------------------- | ------------------- | ------------------- | -------------------- | -------------------- |
| Connecticut    | 20. Sep. 1790      | 5            | G                                 | 5                   | ▬                   | 0                    | ▬                    |
| Delaware       | 8. Nov. 1790       | 1            | G                                 | 1                   | ▬                   | 0                    | ▬                    |
| Maryland       | 4. Okt. 1790       | 6            | G/D                               | 3                   | ▲1                  | 3                    | ▼1                   |
| Massachusetts  | 4. Okt. 1790       | 8            | D                                 | 7                   | ▲1                  | 1                    | ▼1                   |
| New Hampshire  | 30. Aug. 1790      | 3            | G                                 | 3                   | ▲1                  | 0                    | ▼1                   |
| New York       | 27.–29. April 1790 | 6            | D                                 | 5                   | ▲2                  | 1                    | ▼2                   |
| Rhode Island   | 19. Okt. 1790      | 1            | G                                 | 1                   | ▬                   | 0                    | ▬                    |
| South Carolina | 12. Okt. 1790      | 5            | D                                 | 2                   | ▲1                  | 3                    | ▼1                   |
| Virginia       | 1. Sep. 1790       | 10           | D                                 | 2                   | ▼1                  | 8                    | ▲1                   |
| Georgia        | 3. Jan. 1790       | 3            | D                                 | 0                   | ▬                   | 3                    | ▬                    |
| New Jersey     | 26. Jan. 1791      | 4            | G                                 | 4                   | ▬                   | 0                    | ▬                    |
| North Carolina | 28. Jan. 1791      | 5            | D                                 | 2                   | ▬                   | 3                    | ▬                    |
| Pennsylvania   | 11. Okt. 1791      | 8            | G                                 | 4                   | ▼2                  | 4                    | ▲2                   |
| Vermont        | 13. Juli 1791      | 2            | D                                 | 0                   | ▬                   | 2                    | ▲2                   |
| Kentucky       | 7. Sep. 1792       | 2            | D                                 | 0                   | ▬                   | 2                    | ▲2                   |
| Gesamt         |                    | 69           |                                   | 39                  | ▲2                  | 30                   | ▲2                   |

- Pro-Administration Party: 39 (37) Sitze
- Anti-Administration Party: 30 (28) Sitze

Gesamt: 69
Die Ergebnisse der Wahlen zum 1. Kongress sind in Klammern angegeben.
Veränderungen im Verlauf der Legislaturperiode, die nicht die regulären Wahlen betreffen, sind bei diesen Zahlen nicht berücksichtigt, werden aber im Artikel über den 2. Kongress im Abschnitt über die Mitglieder des Repräsentantenhauses bei den entsprechenden Namen der Abgeordneten vermerkt. Das Gleiche gilt für Wahlen in Staaten, die erst nach dem Beginn der Legislaturperiode der Union beitraten. Daher kommt es in den Quellen gelegentlich zu unterschiedlichen Angaben, da manchmal Veränderungen während der Legislaturperiode in die Zahlen eingearbeitet wurden und manchmal nicht.